# Зелена жаба
Зелена жаба (Pelophylax) — рід земноводних родини жаб'ячих (Ranidae). Представники роду поширені в Європі, Північній Африці, Західній та Центральній Азії. Один із 25 родів родини. Станом на 2025 рік описано 25 видів.

## Етимологія
Назва на інших мовах: water frogs (англ.; дослівно «водяні жаби»); зеленые лягушки (рос.)

## Опис
Загальна довжина представників роду коливається від 4,5 до 18 см. Спостерігається статевий диморфізм: самиці дещо більші за самців. Морда досить довга й загострена. Барабанна перетинка добре виражена. Очі трохи ближчі один до одного ніж у представників роду Бура жаба. Зіниця ока горизонтальна, овальна. Верхня щелепа із зубами. Язик вільний, з глибокою вилчастою вирізкою. Задні кінцівки доволі великі та м'язисті, з добре розвиненими плавальними перетинками. Самці мають парні резонатори, розташовані по кутах рота.
Плавцеві складки в пуголовків невисокі; анальний отвір відкривається біля нижнього краю нижньої хвостової плавцевої складки, асиметрично з правого боку тіла.
Забарвлення дорослих жаб здебільшого зеленого кольору (звідси походить назва цих жаб), проте трапляються сірі та коричневі кольори. На спині часто трапляються темні плями. Голова в низки видів вкрита яскравими плямами. Темна скронева пляма звичайно відсутня. Пуголовки зеленувато-сірі або зеленуваті.

## Поширення
Мешкають майже по всій Європі, зокрема й в Україні, а також у Північній Африці, Західній та Центральній Азії, трапляються навіть в оазах Аравійського півострова. Інтродуковані популяції є в Сибіру і на Камчатці.

## Особливості біології
Населяють відкриті водойми, часто знаходяться поблизу води, де гріються на сонці, втім можуть доволі далеко відходити від води. Активні в присмерку, але трапляються й вдень. Зимують переважно в мулі й пустотах на дні водойм.
Період  розмноження розтягнутий і становить 1,5—3 місяці, рідше — 4—6 місяців. Розмноження зазвичай починається через кілька днів (рідше тижнів) після танення снігу і підйому нічних температур вище нуля. Ікра відкладається кількома порціями протягом кількох днів або тижнів. Розмір кладки широко варіює і прямо залежить від розміру самиці. Ембріональний розвиток завершується через 5—7 днів після відкладання ікри. Метаморфоз відбувається через 1,5—2,5 місяці, після чого молоді жабки здійснюють масові міграції з батьківських водойм.
Живляться переважно комахами та їх личинками, іншими безхребетними, іноді дрібними земноводними та їх пуголовками. 

## Систематика
Один із 25(21) родів жаб'ячих (Ranidae). Представники роду раніше розглядались у складі роду Rana.
Станом на 2025 рік описано 25 видів:
- Pelophylax bedriagae
- Pelophylax bergeri
- Pelophylax caralitanus
- Pelophylax cerigensis
- Pelophylax chosenicus
- Pelophylax cretensis
- Pelophylax cypriensis
- Pelophylax demarchii
- Pelophylax epeiroticus
- Pelophylax esculentus — Жаба їстівна
- Pelophylax fukienensis
- Pelophylax hispanicus
- Pelophylax hubeiensis
- Pelophylax kurtmuelleri
- Pelophylax lateralis
- Pelophylax lessonae — Жаба ставкова
- Pelophylax mongolius
- Pelophylax nigromaculatus — Жаба чорноплямиста
- Pelophylax perezi
- Pelophylax plancyi
- Pelophylax porosus
- Pelophylax ridibundus — Жаба озерна
- Pelophylax saharicus
- Pelophylax shqipericus
- Pelophylax terentievi

Майже третина видів роду є раритетними, зокрема Pelophylax caralitanus (охоронний статус МСОП: NT), Pelophylax cerigensis (CR), Pelophylax chosenicus (VU), Pelophylax cretensis (VU), Pelophylax epeiroticus (NT), Pelophylax mongolius (EN), Pelophylax shqipericus (VU).

## Галерея

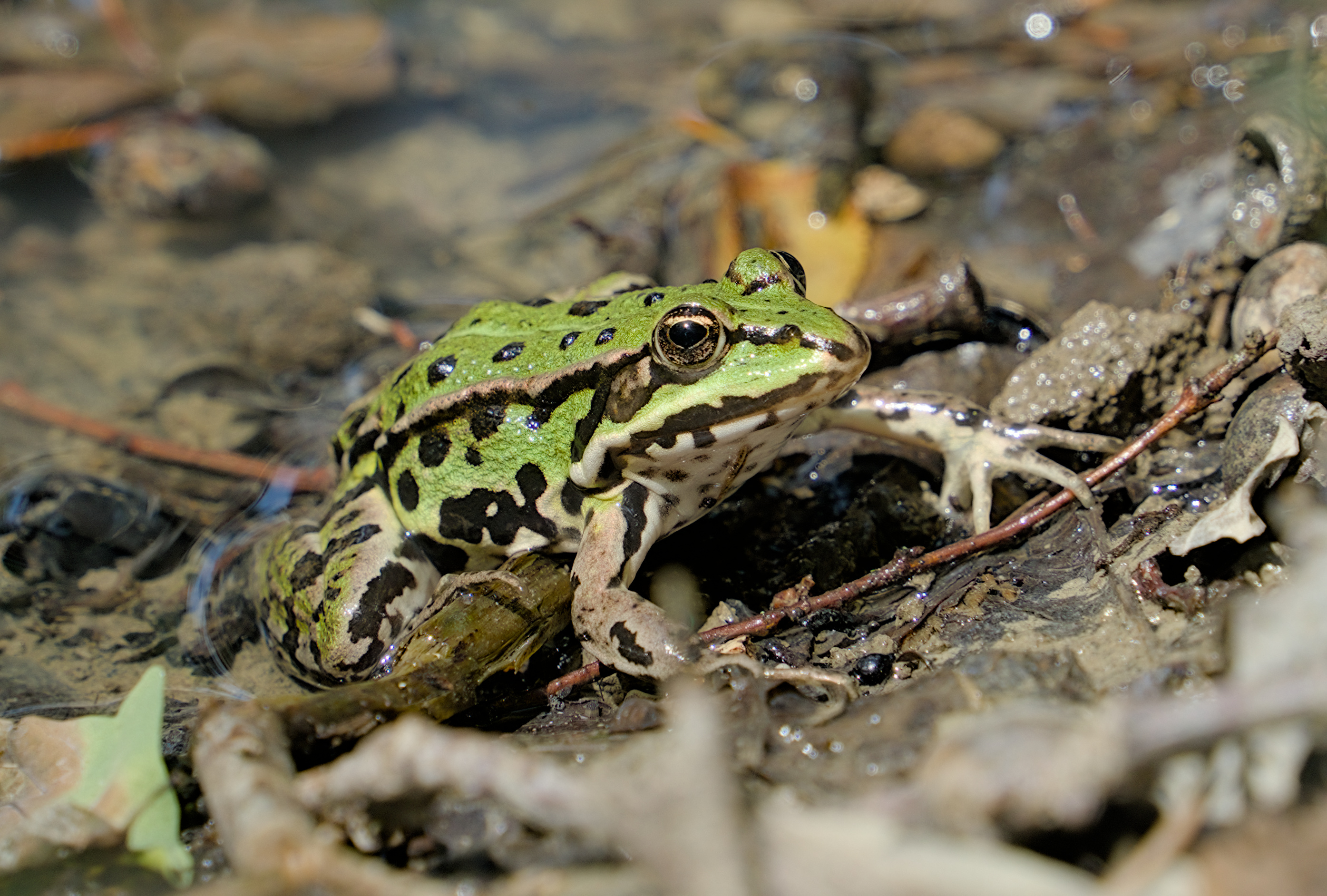
Жаба їстівна
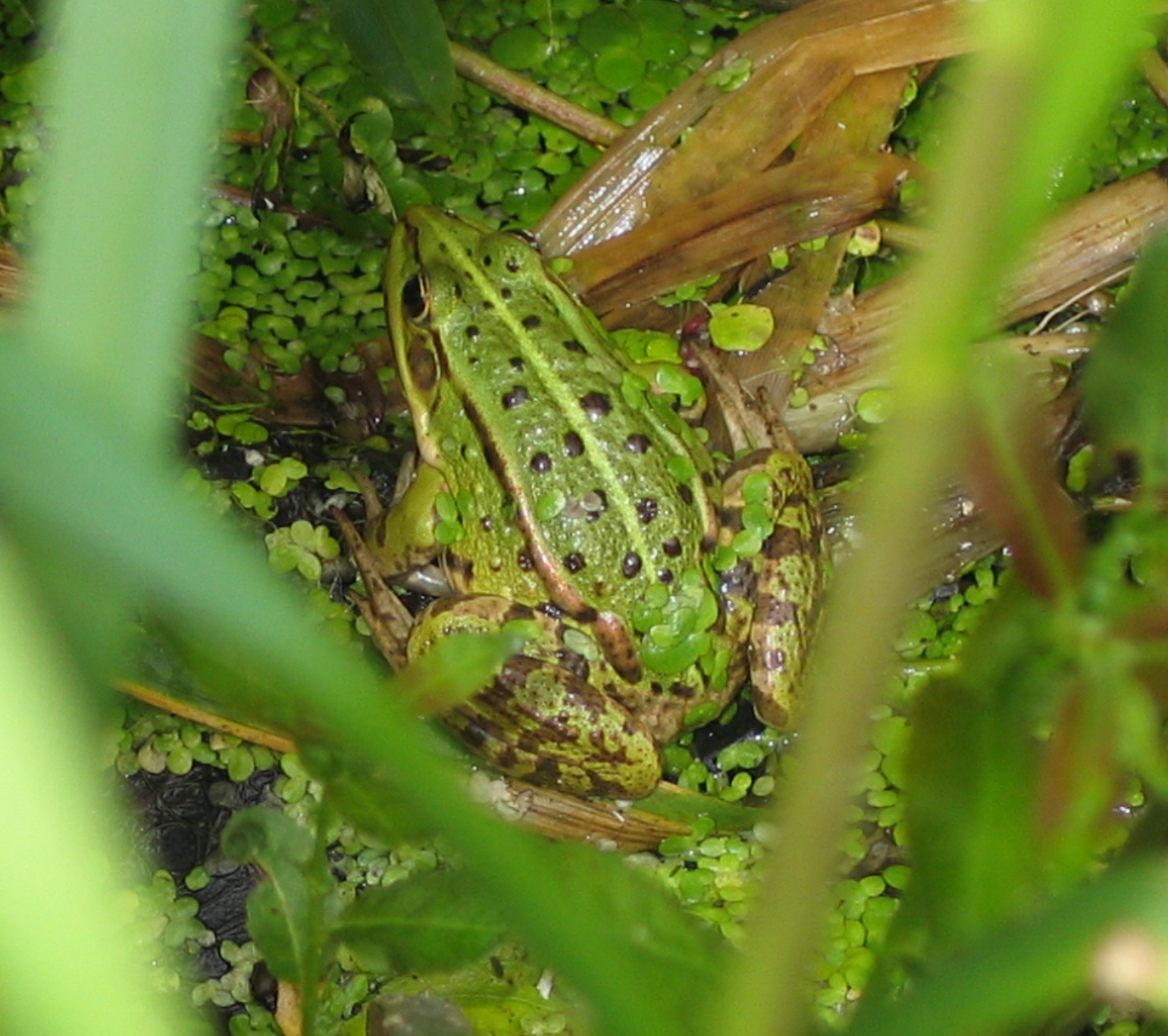
Жаба ставкова
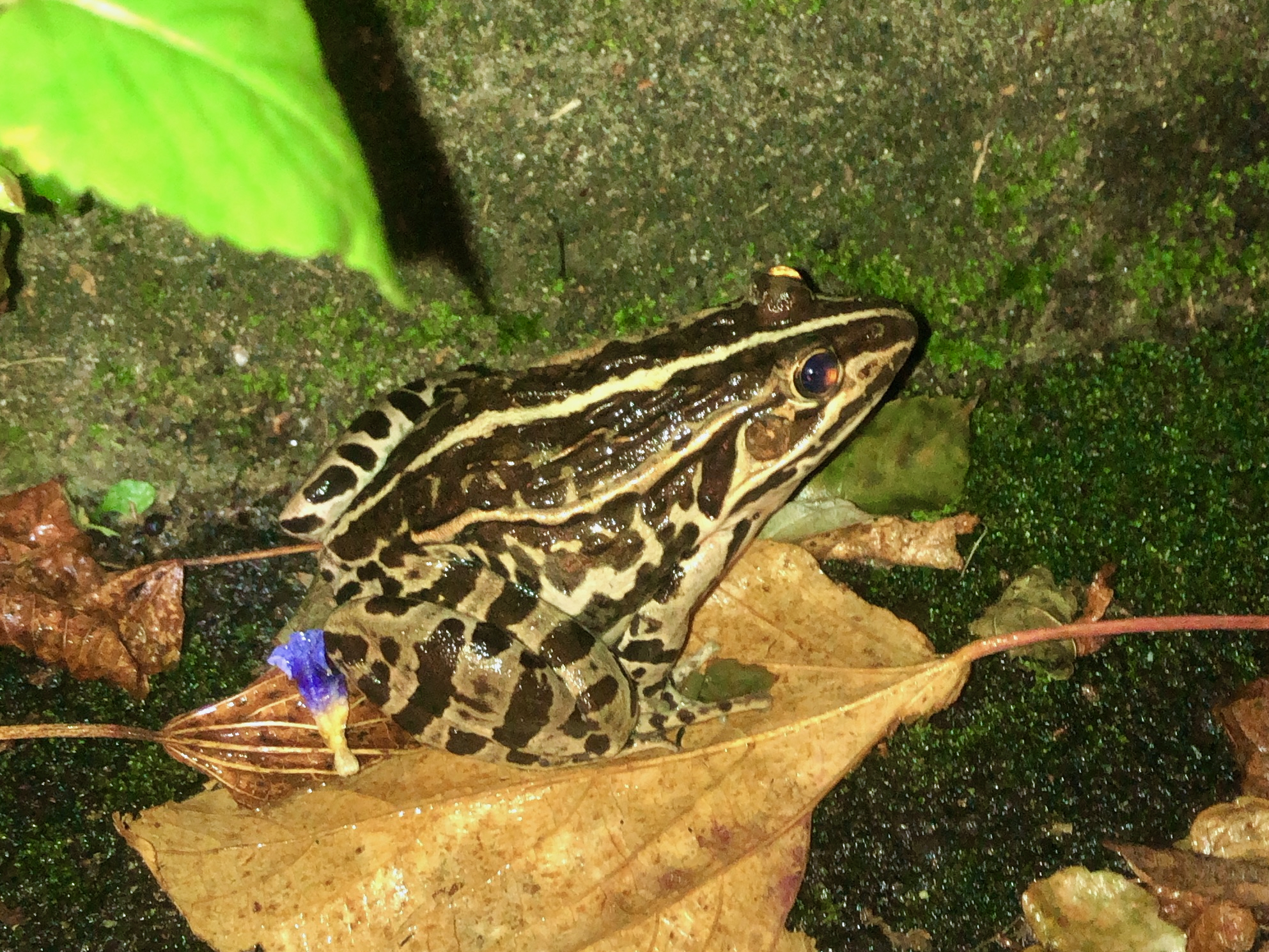
Жаба чорноплямиста
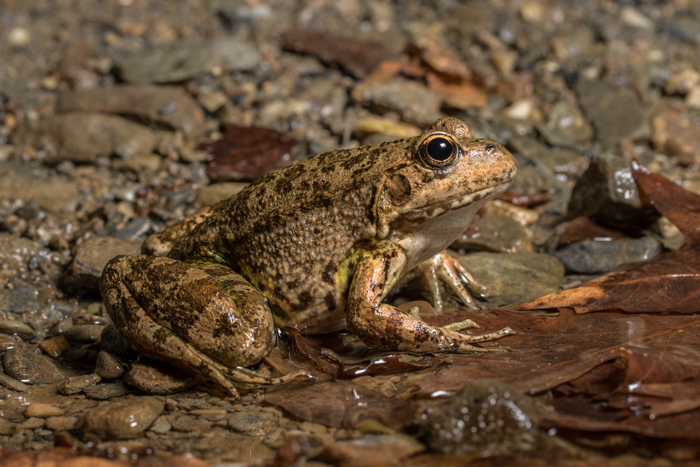
Pelophylax cretensis
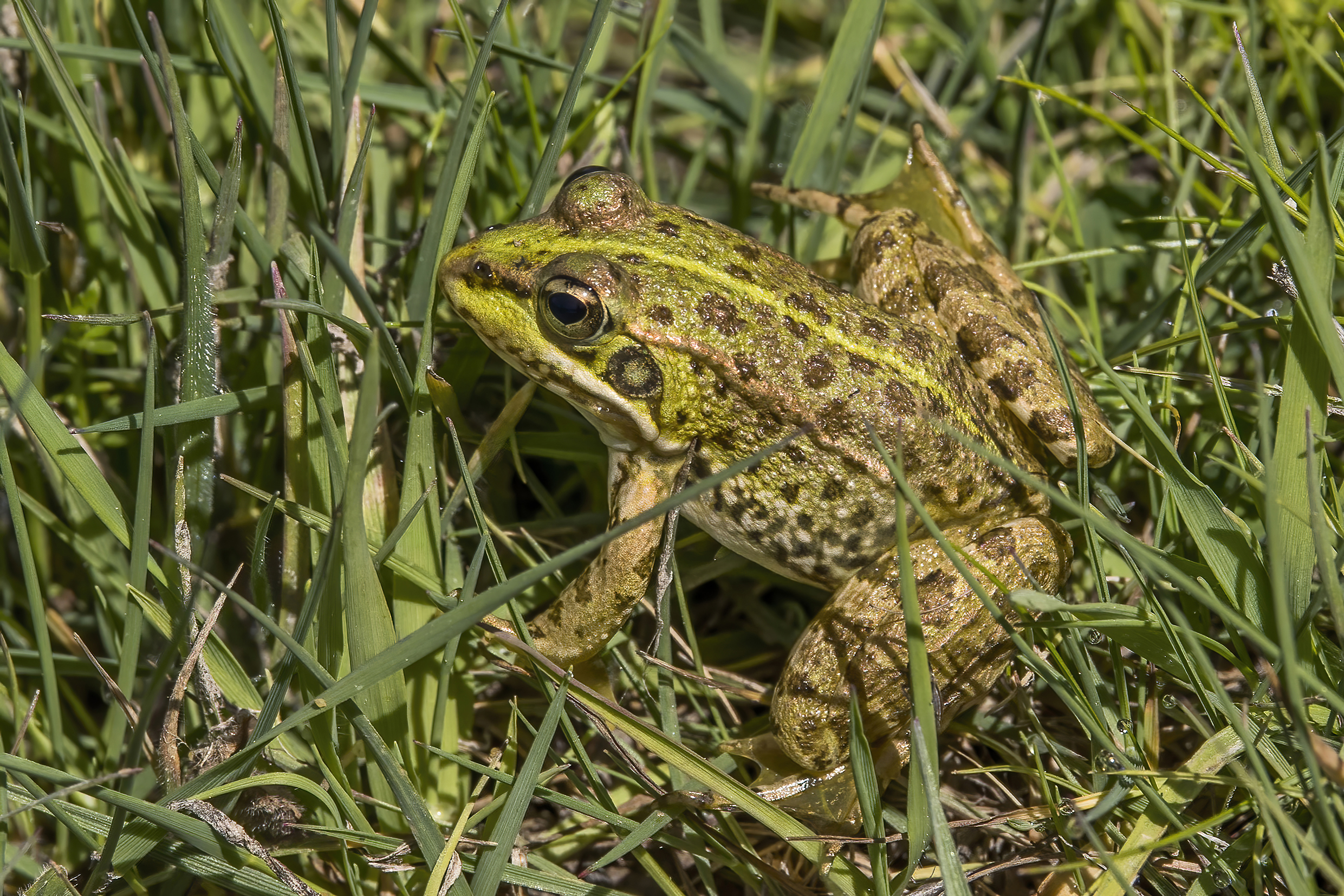
Pelophylax perezi